# Liste der Biografien/Camr
Liste der Biografien |
Portal Biografien |
Personensuche
# |
A |
B |
C |
D |
E |
F |
G |
H |
I |
J |
K |
L |
M |
N |
O |
P |
Q |
R |
S |
T |
U |
V |
W |
X |
Y |
Z |
?
 
Ca |
Cb |
Cc |
Ce |
Ch |
Ci |
Cj |
Ck |
Cl |
Cm |
Cn |
Co |
Cr |
Cs |
Ct |
Cu |
Cv |
Cw |
Cy |
Cz
 
Caa–Cag |
Cah |
Cai |
Caj |
Cak |
Cal |
Cam |
Can |
Cao–Cap |
Caq |
Car |
Cas |
Cat–Caz
 
Cama |
Camb |
Camc |
Camd |
Came |
Cami |
Camk |
Caml |
Camm |
Camn |
Camo |
Camp |
Camr |
Cams |
Camt |
Camu
Die Liste der Biografien führt alle Personen auf, die in der deutschsprachigen Wikipedia einen Artikel haben. Dieses ist eine Teilliste mit 6 Einträgen von Personen, deren Namen mit den Buchstaben „Camr“ beginnt.

## Camr

### Camra
- Camras, Marvin (1916–1995), amerikanischer Erfinder der Magnetaufzeichnung

### Camrd
- Camrda, Karel (* 1964), tschechischer Radrennfahrer

### Camre
- Camre, Mogens (1936–2016), dänischer Politiker, Mitglied des Folketing, MdEP

### Camri
- CamrinWatsin (* 2003), irischer House-DJ und Musikproduzent

### Camro
- Cam’ron (* 1976), US-amerikanischer RapperCam’ron (* 1976)

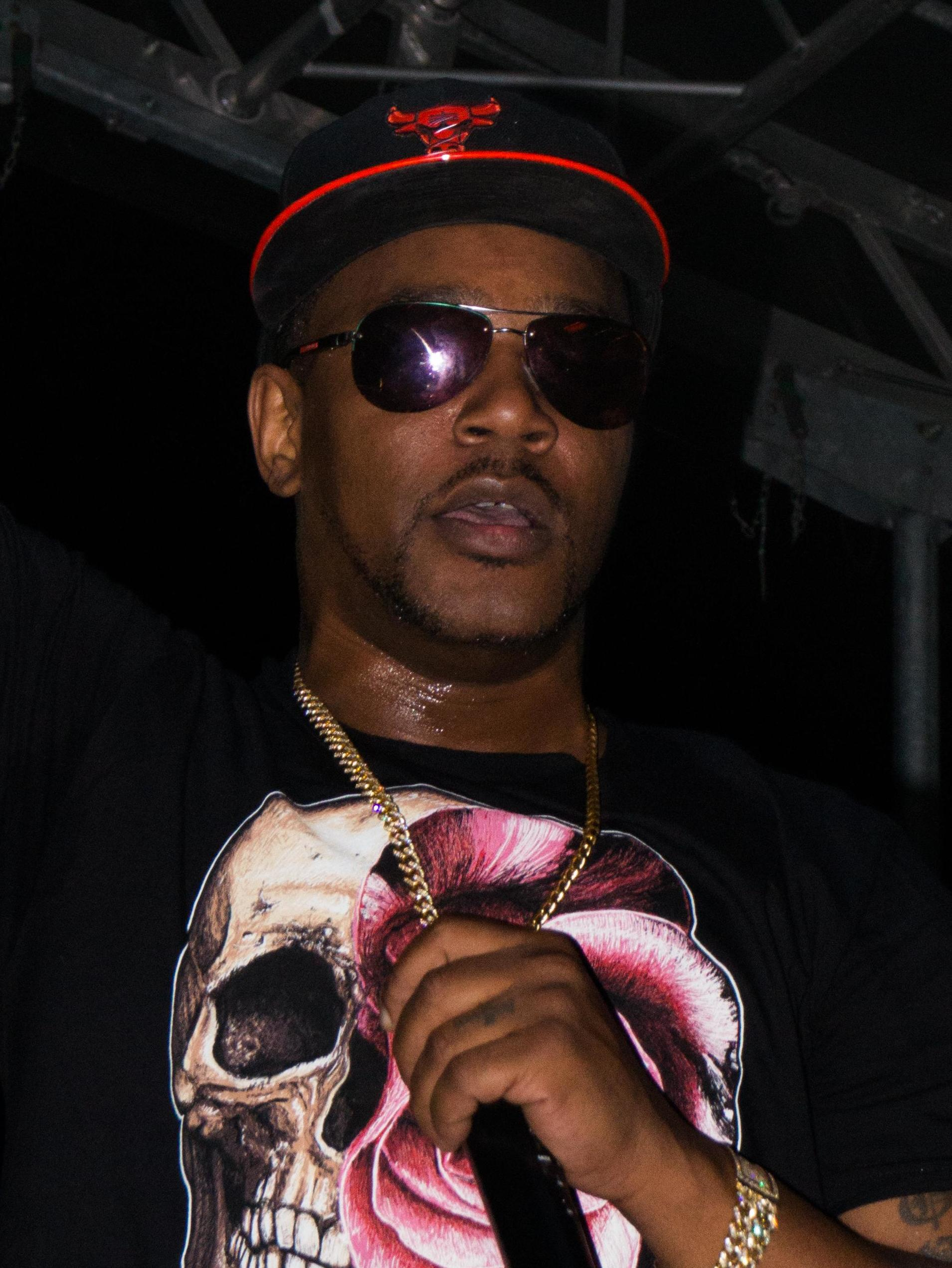
Cam’ron (* 1976)

### Camry
- Camryn, Chanel (* 2001), US-amerikanische Pornodarstellerin